# グラディス・パーカー
グラディス・パーカー（Gladys Parker、1908年3月21日 – 1966年4月28日）は、アメリカ合衆国の漫画家で、ファッションデザイナー。代表作はコミック・ストリップの『Mopsy』（1937年 - 1966年）。1930年代から1950年代にかけて活躍した数少ない女性漫画家の1人である。

## 生涯
1908年、ニューヨーク州トナワンダの生まれ。母はキャロライン。7歳の時に足を怪我し、回復するまでの間、自分自身をモデルにして絵を描き始める。トナワンダ・ハイスクール在学中にニューヨークの雑誌社に漫画を売り込む。ハイスクール卒業後は短期間だが材木置場事務所で働き、洋裁も得意だったことから友人や自分向けの洋裁店を自宅に作る。ファッション画を勉強するため、トラファーゲン・スクール・オブ・ファッションに入学し、1928年に卒業する。
新聞漫画を始めたのは『New York Graphic』紙で、1928年頃、連載中だったコミック・ストリップ『May and Junie』（1926年 - 1928年）を引き継ぎ、最後を締める。
それからUnited Feature Syndicateで2年、NEA (Newspaper Enterprise Association) で7年間働く。この間、1928年にフラッパーもののコミック・ストリップ『Gay and Her Gang』（1928年 - 1929年）を連載、1930年3月21日から1935年まで、女性漫画家エセル・ヘイズの創造したコミック・ストリップ『Flapper Fanny Says』（1925年 - 1940年）を描く。
NEAには1936年までいたが、この時期にラックスのためにもコミック・ストリップを描いていた。
1937年、自分自身をモデルにした『Mopsy』を創造し、その経緯については「Mopsyを思いついたのは漫画家のルーブ・ゴールドバーグから私の髪の毛がモップみたいだと言われた時。数年前のことで、それからずっと彼女のことばかり考えてたわ」と語っている。
1945年からカラーのサンデー・ストリップ（日曜版漫画）版『Mopsy』も始まり（コミック・ストリップ#ニュースペーパー・コミック・ストリップを参照）、付録の「Mopsy Modes」という着せ替え紙人形も描いた。
第二次世界大戦中は婦人陸軍部隊 (WAC) のために『Betty G.I.』を連載し、1942年から1944年までは女性パイロットが活躍する冒険漫画『Flyin' Jenny』（1939年 - 1946年）を描く。
戦時中のMopsyは看護婦、軍需工場で働き、人気はさらに高まった。戦後は普通の市民生活に戻った。
私生活では1930年5月9日にパルプ・マガジンの挿絵画家で漫画家のベンジャミン・ストゥーキー・アレン（1903年 - 1971年）と結婚（1951年に離婚）。
パーカーはソサエティ・オブ・イラストレーターズ全米漫画家協会メンバーでもあった。
1965年、Mopsyとともに漫画家業を引退。
晩年はハリウッドで暮らした。1966年、グレンデールにて肺癌で死去。58歳だった。

## 服飾
『Flapper Fanny Says』として漫画家としての名声を得始めた1934年には、Gladys Parker Designsという名前で自作の服を店頭販売していた。

## ギャラリー

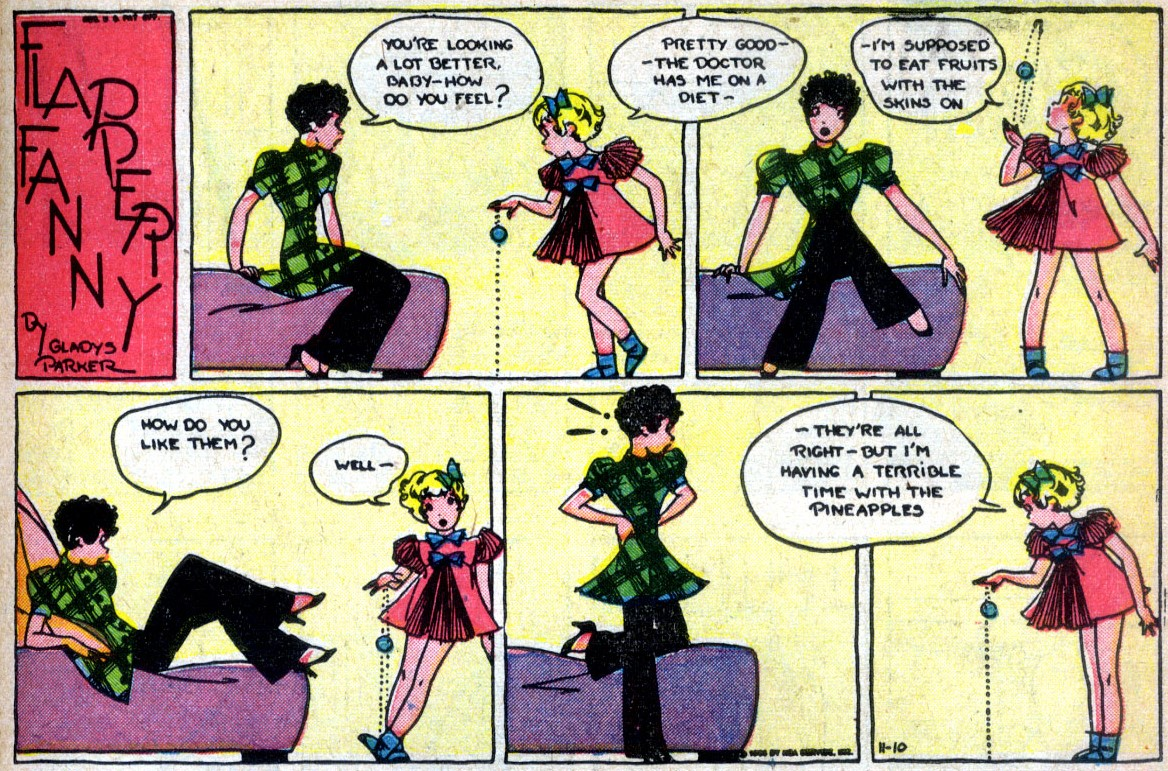
『Flapper Fanny Says』1937年
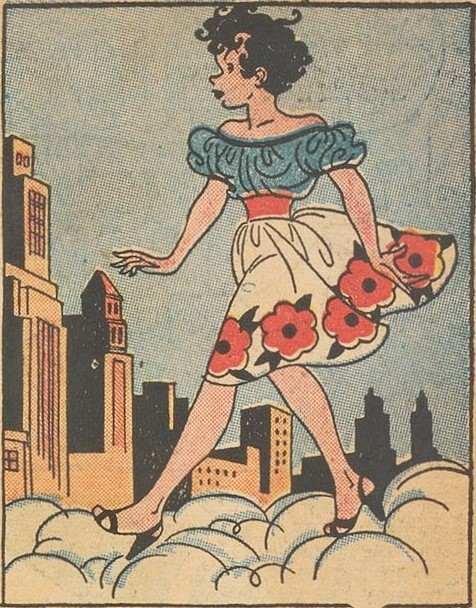
『Mopsy』はグラディス自身がモデル
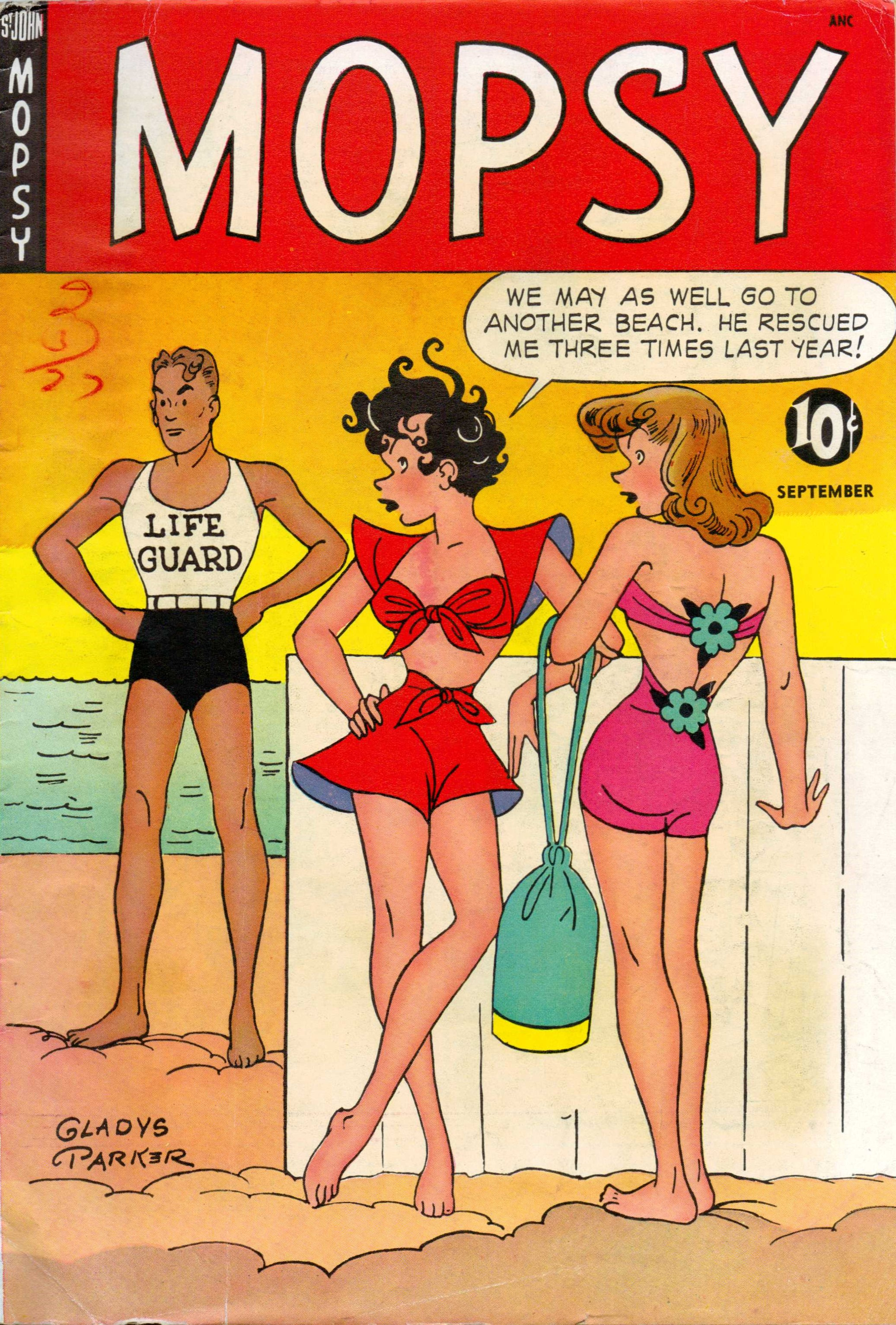
『Mopsy』表紙(1950年9月1日)
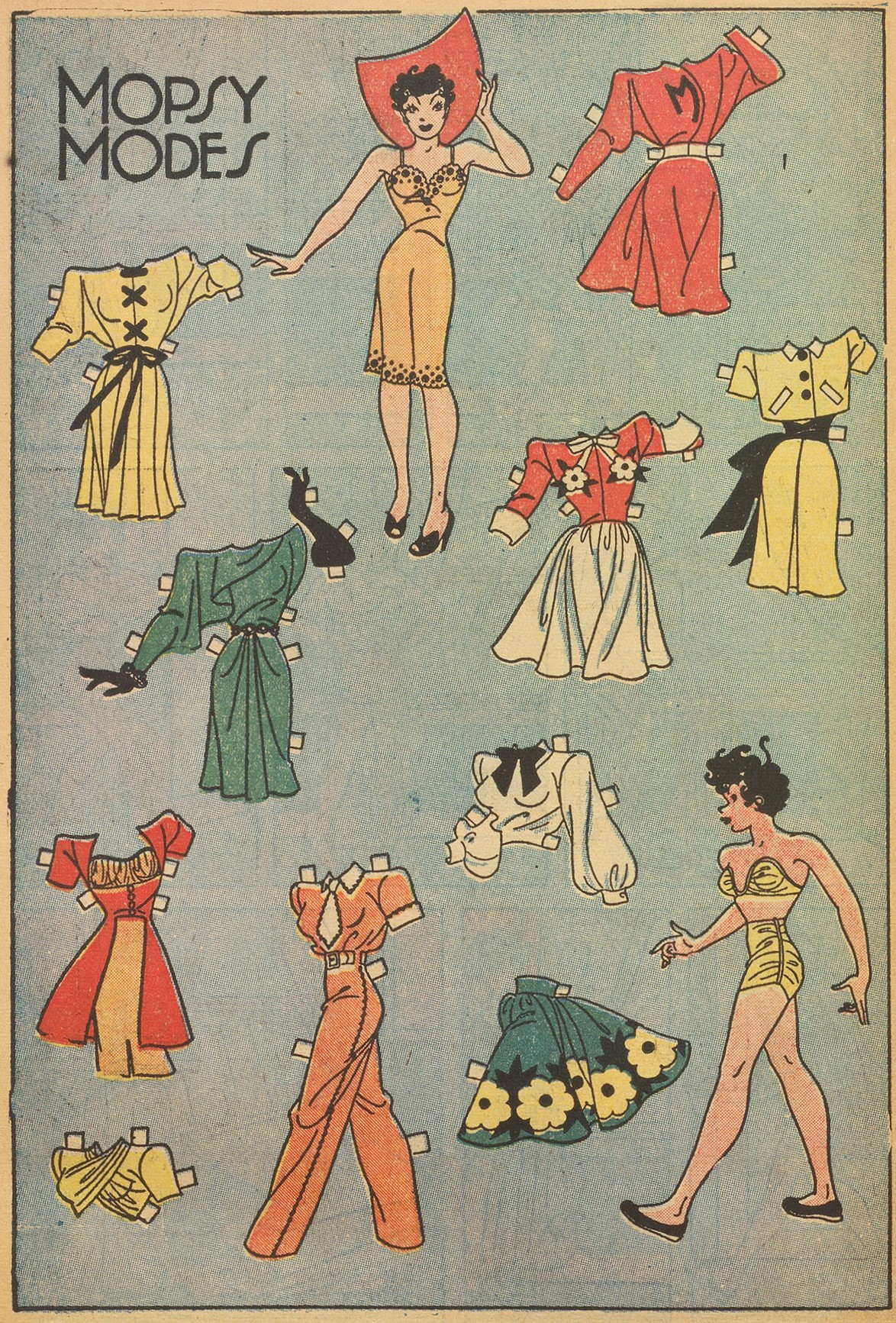
Mopsyの着せ替え紙人形(1948年2月1日)
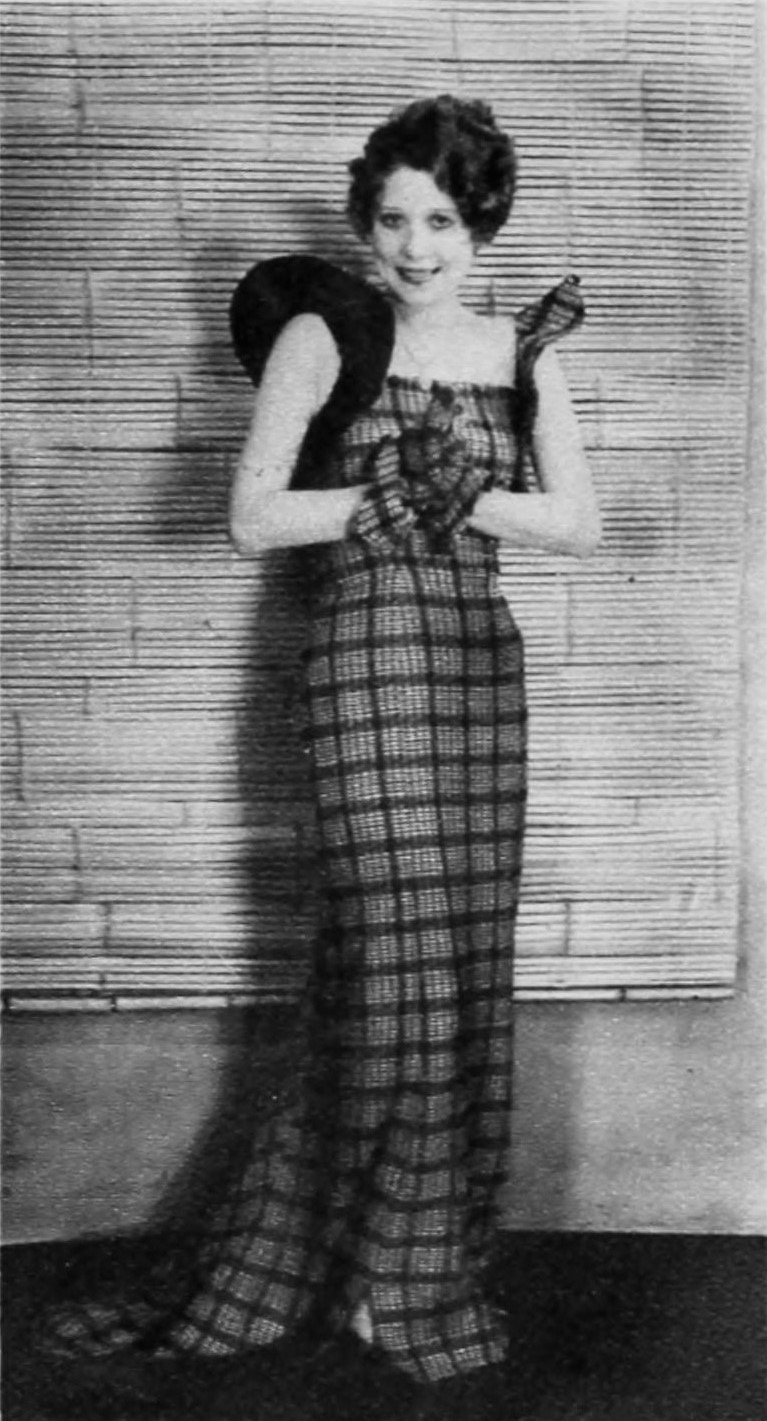
パーカーがデザインしたドレスを着たジャズ歌手アネット・ハンショウ（英語版）(1934年)